# نيد ميلر
نيد ميلر (بالإنجليزية: Ned Miller)‏ هو مغن مؤلف ومغني أمريكي، ولد في 12 أبريل 1925 في مقاطعة كاربون في الولايات المتحدة، وتوفي في 18 مارس 2016 في ميدفورد في الولايات المتحدة.

## وصلات خارجية
- نيد ميلر على موقع IMDb (الإنجليزية)
- نيد ميلر على موقع ميوزك برينز (الإنجليزية)
- نيد ميلر على موقع أول ميوزيك (الإنجليزية)
- نيد ميلر على موقع ديسكوغز (الإنجليزية)